# 王宗蓁
王宗蓁（1552年—？），字時榮，號良川，湖廣承天府京山縣人，軍籍，明朝政治人物。同進士出身。

## 生平
隆慶元年（1567年）丁卯科湖廣鄉試第九名舉人，萬曆十四年（1586年）中式丙戌科會試第三百二十一名，三甲第二百三十六名進士。都察院觀政。萬曆二十三年（1595年）十二月，派遣禮部主事王宗蓁、郭如川於河南、山東選擇端秀女子入宫。十五年八月授行人司行人，升礼部主事。泰昌元年（1620年）起礼部主事，天啓元年升尚寶司少卿。

## 家族
曾祖王易；祖父王大韶，贈南京戶部主事加贈河南按察司僉事；父王橋，廣東左布政使。母郝氏（封孺人）；生母方氏。永感下。兄王宗茂，嘉靖丁未進士、南京廣東道御史、贈光祿寺少卿；王宗蕃，廪生；王宗著，弟王宗蔭，太學生。從兄王宗泰，庠生；王宗予，縣丞，從弟王宗寧，庠生；王宗楚，舉人；王宗兗，庠生。